# Фашизам
Фашизам је облик крајње десног, ауторитативног ултранационализма, којег одликује диктаторска моћ, насилно сузбијање опозиције и снажно дисциплиновање друштва и привреде који се истакао у Европи током раног 20. вијека. Први фашистички покрети јавили су се у Италији током Првог свјетског рата, прије него што су се проширили на остале земље Европе. Као супротност либерализму, марксизму и анархизму, фашизам се сврстава у крајну десницу на традиционалном политичком спектру љевица—десница.
Фашисти су у Првом свјетском рату видјели револуцију која је донијела огромне промјене у природи ратовања, друштву, држави и технологији. Појава тоталног рата и потпуна масовна мобилизација друштва нарушили су разлику између цивила и бораца. Настало је „војно држављанство” према којем су сви грађани на неки начин били укључени у војску током рата. Рат је резултовао успоном снажне државе која би могла мобилисати милионе људи да служе на ратишту и обезбједи економску производњу и логистику да их подржи, као и да има невиђена овлашћења којим би интервенисала у животима грађана.
Фашисти су вјеровали да је либерална демократија превазиђена и сматрали су да је потпуна мобилизација друштва у тоталитарној једностраначкој држави неопходна за припрему нације за оружани сукоб и ефикасно реаговање на економске потешкоће. Такву државу води снажан вођа — попут диктатора и борбене владе састављене од припадника владајуће фашистичке странке — како би утврдио национално јединство и одржао стабилно и уређено друштво. Фашизам одбацује тврдње да је насиље негативне природе, а политичко насиље, рат и империјализам доживљава као средства кроз која се може постићи национално подмлађивање. Фашисти су заговарали мјешовиту економију, са главним циљем постизања аутаркије (националне привредне самодовољности) кроз протекционистичке и интервенционистичке економске политике.
Од краја Другог свјетског рата 1945. године, мало је странака себе отворено описивало као фашистичке, а тај термин сада пејоративно користе политички противници. Описи као што су неофашистички или постфашистички користе се углавном за крајњу десницу са идеологијама сличном или укоријењеним у фашистичким покретима 20. вијека.

## Етимологија
Италијански израз fascismo изведен је из ријечи fascio што значи „сноп”, која поријекло води од латинске ријечи fasces. Тај назив су носиле политичке организације у Италији, познатије као fasci, скупине сличне еснафима или синдикатима. Према самом Мусолинију, Револуционарна фашистичка странка (итал. Partito Fascista Rivoluzionario, PFR основана је 1915. године. Мусолини је 1919. године у Милану основао Италијански борбени савез (итал. Fasci Italiani di Combattimento), који је двије године касније постала Национална фашистичка партија (итал. Partito Nazionale Fascista). Фашисти су тај термин повезивали са древним римским фасцијама или fascio littorio — сноп прућа око сјекире, древни римски симбол ауторитета грађанског магистрата које су носили ликтори и којим су могле да врше тјелесне или смртне казне по њиховом наређењу.
Симболика фасција представља снагу кроз јединство: један прут се лако ломи, док је сноп тешко сломити. Сличне симболе су развили други фашистички покрети: нпр. симбол Фаланге је пет стријела спојених јармом.

## Дефиниције
Историчари, политолози и други научници су дуго расправљали о правој природи фашизма. Свака скупина описана као фашистичка има барем један јединствени елемент, а многе дефиниције фашизма критиковане су или као прешироке или као преуске.
Према многим научницима, фашизам — нарочито када је на власти — кроз историју је нападао комунизам, конзерватизам и парламентарни либерализам, привлачећи подрушку прије свега крајње деснице.
Једна уобичајена дефиниција термина, коју поуздани извори често наводе као стандардну, јесте дефиниција историчара Стенлија Џ. Пејна. Он се фокусира на три концепта:
1. „фашистичке негације”: антилиберализам, антикомунизам и антиконзервативизам;
2. „фашистички циљеви”: стварање националистичке диктатуре којом би се регулисале привредне структуре и трансформација друштвених односа унутар модерне, самоодређене културе и ширење нације у империју;
3. „фашистички стил”: политичка естетика романтичног симболизма, масовна мобилизација, позитивног погледа на насиље и промоција мушкости, младости и харизматичног вођства.

Историчар Џон Лукас тврди да не постоји генерички фашизам. Он тврди да су националсоцијализам и комунизам у суштини манифестације популизма и да су државе попут нацистичке Њемачке и фашистичке Италије више различите него сличне.
Роџер Грифин описује фашизам као „род политичке идеологије чије је митско језгро у њеним различитим пермутацијама палингенетичка облика популистичког ултранационализма”. Грифин наводи да идеологија има три основне компоненте: „1. мит препорода, 2. популистички ултранационализам и 3. мит о декаденцији". Фашизам је „истински револуционарни транскласни облик антилибералног, и у крајњем смислу, антиконзервативног национализма” изграђеног на комплексном опсегу теоретских и културних утицаја. Он разликује међуратни период у коме се манифестовао у елитним мада популистичким политикама „наоружане партије” која се супротстављаја социјализму и либерализму и обећава радикалне политике да би спасла нацију од декаденције. Александар Рид Рос у књизи Against the Fascist Creep пише о Грифиновом погледу на фашизам:
Након Хладног рата и промјенама у фашистичким организационим техникама, бројни научници окренули су се ка минималистичком „новом консензусу” који је прецизирао Роџер Грифин: „митско језгро” фашизма је „популистички облик палингенетичког ултранационализма”. То значи да је фашизам идеологија која се заснива на старим, древним, па чак и тајним митовима о расном, културном, етничком и националном поријеклу да би развила план за „новом човјека”.
Заправом, сам Грифин је истражио ово „митско” и „елиминабилно” језгро фашизма својим концептом постфашизма како би истражио обнављање нацизма у савременом добу. Додатно, други историчари су примјењивали ово минималистичко језгро како би истражили протофашистичке покрете.
Кас Муде и Кристобал Ровира Калтвасер тврде да, иако је фашизам „кокетирао са популизмом... у покушају да стекне масовну подршку”, боље се показао као елитистичка идеологија. Посебно наводе уздизање Вође, расе и државе, а не народа. Они популизам виде као „танкоцентричну идеологију” са „ограниченом морфологијом” која се нужно везује за „дебелоцентричне” идеологије, попут фашизма, либерализма или социјализма. Стога се популизам може наћи као аспект многих специфичних идеологија, а да није нужно дефинишућа карактеристика тих идеологија. Они помињу комбинацију популизма, ауторитаризма и ултранационализма као „брак из интереса”.
Роберт Пакстон сматра да је фашизам „облик политичког опхођења означеног опресивним преокупацијом са распадом друштва, понижавањем или стварањем жртава, праћеног настанком компензационих култовима јединства, енергије и чистоте, у коме на маси заснована странка оданих националистичких милитаната, дјелујући уз нераду али ефективну сарадњу традиционалних елита, одбацује демократске слободе и спроводи, уз искупно насиље и без етичких или законских ограничења, циљеве унутрашњег чишћења и спољашње експанзије”.
Роџер Итвел дефинише фашизам као „идеологију која настоји створити друштвени препород заснован на холистичко-националистичком радикалном Трећем путу”; док Валтер Лакер види темељна начела фашизма као „очигледна: национализам, социјални дарвинизам, расизам, потреба за вођством, новом аристократијом и послушношћу; као и негација идеала просветитељства и Француске револуције”.
Расизам је био главна карактеристика њемачког фашизма, за који је Холокауст био главни приоритет. Према историографији геноцида, „бавећи се Холокаустом, консензус историчара је да нацистичка Њемачка означавала Јевреје као расну, а не религијску скупину”.
Умберто Еко, Кевин Пасмор, Џон Вајс, Ијан Адамс, и Мојра Грант, помињу расизам као карактеристичну компоненту фашизма. Историчар Роберт Суси тврди да је „Хитлер замислио идеално њемачко друштво као Фолксфемајншафт, расно уједињено и хијерархијски организовано тијело у којем би интереси појединца били строго подређени интересима нације или Фолк-а”. Фашистичке филозофије варирају по виду примене, али остају препознатљиви по теоретској истовјетности. Све традиционално спадају у крајњи десни сектор било ког политичког спектра, катализованог погођеним класним идентитетом у смислу конвенционалних друштвених неједнакости.

### Позиција у политичком спектру
Фашизам је био под утицајем левице и деснице, конзервативаца и антиконзервативаца, националиста и супранационалиста, рационалних и антирационалних покрета. Бројни историчари сматрају фашизам било револуционарном центристичком доктрином, као доктрином која повезује филозофије левице и деснице, или као обе те ствари. Фашизам су основали током Првог светског рата италијански национални синдикалисти који су се ослањали на политичким погледима левог или десног крила.
Неки научници сматрају да је фашизам десничарски због његовог социјалног конзерватизма и његових ауторитарних средстава за супротстављање егалитаризму. Родерик Стакелберг ставља фашизам, укључујући нацизам, за који он наводи да је „радикална варијанта фашизма“, на политичку десницу, објашњавајући да, „Што више особа сматра апсолутну једнакост међу свим људима пожељним стањем, то ће више он или она бити на левој страни идеолошког спектра. Што више особа сматра неједнакост неизбежном или чак пожељном, то ће више он или она бити на десној страни.“
Италијански фашизам је гравитирао надесно током раних 1920-их. Главни елемент фашистичке идеологије који је сматра да је крајње десничарски је његов прокламовани циљ да промовише права наводно супериорних народа да доминирају, и да истовремено чисти друштво од наводно инфериорних елемената.

## Симболи
Фашизам своје име и симболе води из културе и традиције Римског царства. У Старом Риму је постојао обичај да док војска маршира један војник носи испружен свежањ прућа (fascio) у који је забијена секира. Иначе, римски ликтори су такође носили тај свежањ. Значење овог симбола је следеће: један прут/појединац је слаб и безначајан, али ако је везан у сноп/заједницу са осталим прутовима/појединцима, онда сноп/заједница постаје несаломив. Такође, сноп је много јачи него сам збир прутова. Секира у снопу такође има прилично јасно значење. Она делује као да уједињује прутове у тај сноп и ако неки од прутова/појединац „штрчи“ односно ако је неки појединац „неподобан“, секира/државна власт је ту да га „поткрати"/елиминише.
Често позивање на традицију Римског царства срећемо и у фашизму сродној идеологији - нацизму. Један такав пример је нацистички поздрав са десном руком подигнутом под углом од 45°. Ово је некада био римски војнички поздрав (Римљани су при том поздрављали са ave, а не са heil). Фасцинираност римском традицијом међу идеолозима тоталитарних идеологија може се донекле објаснити моћи Римског царства коју су фашизам и нацизам покушали да евоцирају, као и снагом римске државе коју су они покушавали да достигну.

## Заједничке карактеристике фашистичких покрета
Постоји неслагање између историчара и академика политичких наука око природе фашизма. Неки академици гледају на фашизам као друштвено радикални покрет са идеолошком позадином у јакобинцима Француске револуције, док га други сматрају екстремним обликом конзервативизма који се инспирише у силовитом реакционизму 19. века против идеја просветитељства. Једни га сматрају дубоко ирационалним, док су други импресионирани рационалношћу са којом је служио материјалним интересима оних који су га подржавали. Неки покушавају да објасне фашизам као израз ирационалне мржње и фрустрација, док други стављају акценат на рационалне начине искоришћавања мржње и фрустрација с циљем достизања професионалних или класних предности. На крају, док једни сматрају да је фашизам резултат тежње за културолошком и националном регенерацијом преко стварања „новог човека“, други га сматрају реакцијом на комунистичку револуцију с почетка 20. века, и инсистирају на друштвеном сукобу између левичарских и десничарских идеја и схватања живота.
Један од разлога неслагања међу академицима је чињеница да су два велика историјска фашистичка режима, Мусолинијева Италија и Хитлерова Немачка, различити у многим аспектима. У Италији, антисемитизам је званично одбачен прије 1934. године и тек 1938. Мусолини прихвата и уводи серију антисемитских мера у циљу јачања војног савезништва са Хитлером. Такође, многи академици који студирају фашизам и фашистичке покрете у различитим државама, уносе у своје студије различите политичке и културолошке намере, које као последицу имају различит степен важности који придају једном или другом аспекту фашистичке идеологије и праксе. Секуларни либерали, на пример, инсистирају на религиозним коренима фашизма, насупрот томе, римокатолички академици налазе у њему секуларне корене, а социјалистички конзервативци инсистирају на његовим социјалистичким и популистичким аспектима, док социјални радикали налазе у фашизму апологију капитализма и елитизма.
Због ових и других разлога, не постоји универзално прихваћена дефиниција фашизма. Ипак, могуће је идентификовати већи број општих карактеристика које су делили фашистички покрети настали у периоду од 1922. до 1945. године.

### Однос према марксизму
Фашисти од самог почетка нису скривали своју мржњу према марксистима било које врсте. Обећавали су својим следбеницима одлучнију борбу против марксиста, него што су то чиниле партије које су заговарале људско право на различитост мишљења и идеја. Мусолини је стекао репутацију као ефикасан фашиста када је послао дивизије Црнокошуљаша, наоружаних до зуба, против италијанских радника и сељака у штрајку због ниских примања између 1920. и 1921. године.

### Слављење младости као квалитета фашистичке идеологије
Фашисти су славили младост због физичке снаге и због идеализма младих и њихове спремности на саможртвовање, односно квалитета које по речима многих фашистичких идеолога, не поседују средовечни и старији људи. Тиме су представили своја идеолошка стремљења у генерацијским оквирима. Млади Гебелс је једном изјавио: „Старији неће да прихвате да уопште постојимо. У крајњем случају они бране своју моћ и власт. Али једног дана они ће пасти. Младост мора победити.“ Де Жовенел је описао фашизам као „револуцију тела“ која одражава стремљење младих ка дисциплини, напорном раду, борби и храбрости.
Пошто су концентрисали своју идеолошку пропаганду на младе људе, фашистичке партије су имале млађе чланове од других десничарских партија. Лидери нацистичке партије, на пример, били су релативно млади, а млађи официри немачке војске су брже приступали нацистичкој партији него они старији. Примо де Ривера у Шпанији, имао је само 30 година када је основао фалангистички покрет и 1936. године 60 до 70% његових следбеника имали су мање од 21 годину.